# Blutige Weihnachten (1945)
Die blutigen Weihnachten (bulgarisch Кървавата Коледа oder „Кървавият Божик“) waren eine Kampagne politischer Repressionen gegen bulgarische Kollaborateure und Mitglieder der Inneren Makedonisch-Revolutionären Organisation im Januar 1945, die Teil des politischen Terrors in der Sozialistischen Republik Mazedonien war. Dabei wurden sich zum Bulgarentum bekennende Menschen ohne Prozess oder Gerichtsurteil ermordet oder misshandelt. Die Gewaltakte der kommunistischen Machthaber begannen am 25. Dezember 1944jul. / 7. Januar 1945greg., dem orthodoxen Weihnachtsfest.
Gemäß einem Befehl Titos wurden rund 1200 Bulgaren ermordet. Ziel war es, das Selbstbewusstsein der Bulgaren zu erschüttern und den Prozess der Mazedonisierung zu beschleunigen. Laut Vesselin Angelov sind während der Repressionen von 1945 in der Gegend um die Stadt Ohrid und der Region Prespa ca. 23.000 Bulgaren ums Leben gekommen, weitere geschätzte 130.000 Bulgaren wurden ausgewiesen, verfolgt oder in Konzentrationslager nach Jugoslawien geschickt.
Die Anzahl der Ermordeten belief sich in Skopje auf 63, in Veles auf 54, in Kumanovo auf 48, in Bitola auf 36, in Štip auf 77, in Prilep auf 35 und um das Dorf von Wladimirowo auf 330. In der Nähe des Ohridsees und des Prespasees wurden ebenfalls viele Bulgaren getötet und deren Leichen anschließend im Prespasee beseitigt. In Veles wurden sie hinter der Kirche „St. Spass“ begraben.